# Makro (Fernsehsendung)
makro war ein Fernsehmagazin des deutschen TV-Senders 3sat, das zwischen dem 4. März 2011 und dem 12. Dezember 2023 ausgestrahlt wurde.

## Hintergrund
Das Format löste im Jahr 2011 das Wirtschaftsmagazin 3satbörse ab. Im Gegensatz zum Vorgängermagazin konzentriert sich makro auf die globale Wirtschaft, wobei das Magazin schwerpunktmäßig auf einzelne Wirtschaftsbranchen aber auch Länder und Regionen einging. Dazu dienten vor allem die Wirtschaftsdokumentationen (von Katrin Sandmann, Frank Bethmann, Thomas Walde u. a.) als Hauptbestandteil der Sendung, wozu Fachgäste ins Studio geladen wurden, die Eva Schmidt als Moderatorin interviewte. Vertreten wurde sie ab 2020 regelmäßig von Günther Neufeldt, in den Jahren 2019 und 2020 von Sara El Damerdash. Davor moderierten auch Gregor Steinbrenner und Marcus Niehaves. Mit der Umstellung auf ein Reportageformat im Sommer 2021 entfiel die Moderation.
Im März 2023 wurde bekannt, dass die Sendung zum Ende des Jahres eingestellt wird. Der Grund dafür seien Umschichtungen von Programmgeldern.